# Alexander Krafka
Alexander Krafka (* 1973) ist ein österreichisch-deutscher Rechtswissenschaftler und Rechtssoziologe.

## Leben
Alexander Krafka ist als Sohn österreichischer Eltern, die aus Wien und Sankt Pölten stammen, in München geboren. Nach dem Abitur im Jahr 1992 am Feodor-Lynen-Gymnasium Planegg studierte er Rechtswissenschaften und Soziologie an der Universität München, wo er wissenschaftlicher Mitarbeiter am Lehrstuhl von Claus-Wilhelm Canaris war. Nach der Promotion an der Ludwig-Maximilians-Universität München im Verfahrensrecht war er zunächst Notarassessor in Bad Reichenhall und München, sodann Notariatsverwalter in München und Rehau und anschließend Notar in Passau von 2004 bis 2010, in Landsberg am Lech von 2010 bis 2021 und ist seitdem Notar in Fürstenfeldbruck. Nach Lehraufträgen an der Universität Bremen lehrt er seit 2012 als Honorarprofessor für Rechtssoziologie an der Universität Passau.

## Schriften (Auswahl)
- Grundsätze des Registerrechts. München 2004, ISBN 3-8316-0349-9.
- Einführung in das Registerrecht. München 2008, ISBN 978-3-406-57607-2.
- Registerrecht. München 2024, ISBN 978-3-406-77234-4.